# Eucera longicornis
Espèce
L'eucère à longues antennes ou abeille à longues antennes (Eucera longicornis) est une espèce d'insectes hyménoptères de la famille des Apidae. Il est la cible du jeu de duperie sexuelle de l'Ophrys abeille (Ophrys apifera), et est donc responsable de sa pollinisation.